# Mercedes Díaz (paroisse civile)
Mercedes Díaz est l'une des six paroisses civiles de la municipalité de Valera dans l'État de Trujillo au Venezuela. Sa capitale statistique et officielle est Mercedes Díaz, de facto l'une des paroisses civiles de la ville de Valera dont elle constitue l'un des deux quartiers centraux à l'ouest de l'avenue Bolívar. 

## Géographie

### Démographie
Outre la dénomination officielle de sa capitale Mercedes Díaz, la paroisse civile comprend également d'importants quartiers dont :
- Carmania
- Sector I
- Urbanización José Humberto Contreras